# Oscaro
Oscaro ist ein französischer Online-Lieferant von Automobilteilen. Das Unternehmen ist hauptsächlich in Europa tätig und hat seinen Hauptsitz in Paris. Im Jahr 2012 beschäftigte das Unternehmen 500 Angestellte.

## Hintergrund
Oscaro wurde 2001 von Pierre-Noel Luiggi gegründet. In den ersten Jahren deckte die Firma eine schlecht bediente Nische des französischen Autoteilemarktes ab. 2005 erzielte das wachsende Unternehmen erstmals einen Umsatz von einer Million Euro. 2012 bediente Oscaro mit einem 9.000 m² großen Logistik-Center über 500.000 Kunden. Das Unternehmen hat 2011 mehr als 8.000 Paketen pro Tag verschickt. Per 2013 weitete sich das Angebot von Oscaro weiter auf die USA und Spanien aus. Oscaro vertreibt Autoersatzteile für Endverbraucher und Zwischenhändler über das Internet und soll fast jeden Fahrzeugtyp bedienen. Die Firma ist im Prinzip ein Zwischenhändler. Wie beim Grossisten werden Bestellungen gesammelt und umgehend an den Hersteller weitergeleitet geschickt. Diese liefern größere Mengen, die aber dann von Oscaro an Kleinkunden weiterverkauft werden. So kommen die Ersatzteile direkt vom Hersteller in das Logistik-Zentrum, werden einzeln verpackt und weiterverschickt.
Im September 2018 warb das Unternehmen 30 Millionen Euro von der Autodistribution-Gruppe für eine Minderheitsbeteiligung von 4,95 % ein. Im November 2018 wurde Oscaro von Digital Auto Parts Holding erworben, einer Tochtergesellschaft von Parts Holding Europe (PHE) (deren Anteilseigner Bain Capital ist), die dabei 82,5 % des Unternehmens übernahm gegen eine Kapitalerhöhung von 55 Millionen Euro. Pierre-Noël Luiggi schied aus der Geschäftsleitung aus, blieb aber mit 17,5 % weiterhin Aktionär. 2021 ging Oscaro außerdem in Deutschland an den Start. Im Februar 2022 beschloss Bain Capital nach zwei gescheiterten IPO-Versuchen von Oscaro, das Unternehmen an die belgische D’Ieteren-Gruppe zu verkaufen.